# Organisationseinheit
Organisationseinheit (auch Strukturelement oder organisatorische Einheit; englisch organizational unit) ist in der Organisationslehre die kleinste Einheit, in welcher artverwandte (Teil-)Aufgaben und Tätigkeiten zusammengefasst sind.

## Allgemeines
Organisationseinheiten sind die klassischen und grundlegenden Elemente einer formalen Organisation. Als kleinste Organisationseinheit gilt in Organisationen die Stelle, die Erich Potthoff als „die auf eine menschliche Arbeitskraft bezogene funktionelle Organisationseinheit“ definiert. Darüber befinden sich hierarchisch in der Aufbauorganisation insbesondere Arbeitsgruppen, Referate, Abteilungen und Geschäftssparten als Organisationseinheiten. In Großunternehmen ist auch die strategische Geschäftseinheit eine Organisationseinheit, in Konzernen können ganze Tochtergesellschaften von der Muttergesellschaft als Organisationseinheit geführt werden. Auch Niederlassungen oder Filialen können Organisationseinheiten sein. Organisationseinheiten werden mit Hilfe von Leitungsbeziehungen zum hierarchisch gegliederten Organisationssystem der Linienorganisation verknüpft. Die ergänzende Stablinienorganisation entlastet die Linieninstanzen und macht die Vorgesetzten vom unterstellten Bereich weniger abhängig.
Organisationseinheiten zeichnen sich durch artverwandte Tätigkeiten im Rahmen eines weitgehend homogenen Arbeitsgebiets aus. Edmund Heinen zufolge sind sie formal betrachtet Untersysteme des Gesamtsystems (Industrie-)Betrieb und anderen Wirtschaftseinheiten wie öffentlichen Haushalten, Vereinen, Verbänden oder Behörden. So sind Behörden eine Organisationseinheit der öffentlichen Verwaltung, in der als weitere Organisationseinheiten Eigen- und Regiebetriebe oder öffentliche Unternehmen vorhanden sind. Sie alle gelten im Hinblick auf ihren homogenen Geschäftsbereich als Organisationseinheit.

## Arten
Während die mit nur einem Aufgabenträger besetzte Stelle eine unipersonale organisatorische Einheit darstellt, sind die darüber angeordneten Einheiten multipersonale Organisationseinheiten, denen entweder Kompetenzen für lediglich einen Aufgabenträger oder für mehrere zugewiesen werden. Nach der Aufgabenstellung unterscheidet man zwischen weisungsbefugten Instanzen, entscheidungsunterschützenden Stäben, Entscheidungseinheiten, Realisationseinheiten und Kontrolleinheiten.
Betriebliche Funktionen werden durch funktionale Organisationseinheiten für Beschaffung, Produktion, Finanzierung und Vertrieb wahrgenommen. Das gilt auch für die Querschnitts- oder Servicefunktionen Unternehmensleitung mit den Aufgaben der Organisation und Planung, sowie für Personalwesen, Verwaltung, Information, Forschung und Entwicklung und Logistik. Grundprinzip der funktionalen Organisation ist die Aufteilung der Mitarbeiter in Organisationseinheiten, die jeweils eine spezielle Funktion erfüllen. Dementsprechend wird bei dieser Organisationsform in jeder Organisationseinheit das für die zu erfüllende Funktion notwendigen Fachpersonal zusammengefasst. Im Organigramm von Aktiengesellschaften werden häufig der Vorstand und die Vorstandsmitglieder als besondere Organisationseinheit dargestellt.
Prozessorientiere Organisationseinheiten werden zunehmend nach Geschäftsprozessen gebildet und lösen funktional ausgerichtete Organisationsstrukturen ab. Dies geschieht im Rahmen des seit 1993 zu beobachtenden Business Process Reengineering (englisch Geschäftsprozessneugestaltung), wobei ähnliche Prozesse zu eigenen Organisationseinheiten zusammengefasst werden. Prozessorientierte Organisationseinheiten sind auf den externen (Kunden) oder internen Leistungsabnehmer ausgerichtet.

## Organisationsfragen
Organisationseinheiten dienen der Organisationsabteilung als Adressat für die Erfüllung ihrer Organisationsaufgaben. Die Definition und Hierarchisierung von Organisationseinheiten wird in Kooperation mit der Organisationsabteilung vorgenommen, die Hierarchisierung der Einheiten erfolgt anhand eines Organigramms. Die Hierarchiebildung von Organisationseinheiten führt zu Weisungsbefugnissen übergeordneter Instanzen und zur Delegation von Aufgaben, Kompetenzen und Verantwortung unter Beachtung des Kongruenzprinzips der Organisation gegenüber untergeordneten Stellen. Hierbei haben letztere bei Störungen das Recht, Informationen oder Entscheidungen – trotz eigener Kompetenzen – an übergeordnete Organisationseinheiten vertikal zu eskalieren, ohne dass eine unzulässige Rückdelegation vorliegt.
Eine Organisationseinheit verfügt über Macht, wenn sie andere Organisationseinheiten dazu bewegen kann, bestimmte Ziele, Werte oder Überzeugungen als Entscheidungsprämissen zu übernehmen. Nach David J. Hickson resultiert die Macht einer Organisationseinheit aus ihrer Fähigkeit, Unsicherheit/Ungewissheit zu reduzieren, ihrer Ersetzbarkeit und dem Grad der Abhängigkeit im Arbeitsprozess.